# 南氷川橋
南氷川橋（みなみひかわばし）は、東京都西多摩郡奥多摩町の多摩川に架かる国道411号（青梅街道）の橋長99.8 m（メートル）のラーメン橋。

## 概要
- 形式 - 鋼単純合成鈑桁橋 + 鋼2ヒンジ方丈ラーメン橋 + 鋼単純合成鈑桁橋
- 活荷重 - B活荷重[注釈 1]
- 橋長 - 99.800 m
  - 支間割 - 31.000 m + 42.000 m  + 26.000 m
- 幅員
  - 総幅員 - 11.300 m[注釈 2]
  - 有効幅員 - 10.500 m[注釈 3]
  - 車道 - 7.500 m
  - 歩道 - 両側1.500 m[注釈 4]
- 床版 - 鋼床版[注釈 5]
- 総鋼重 - 223.839 t[注釈 6]
- 架設工法 - ケーブルエレクション工法
- 施工 - 高田機工

## 歴史
南氷川橋は東京府によって東京府道3号甲府青梅線として総工費21534円を費やして1933年（昭和8年）5月15日に開通した。この橋は鋼上路2ヒンジブレースドスパンドレルアーチ橋であり、竣工時鋼ブレースドスパンドレル橋として和賀仙人大橋、吉野橋に次いで日本国内第3位であった。
1969年（昭和44年）に鋼方丈ラーメン橋に架け替えられた。1996年（平成8年）から1997年（平成9年）にかけ、鉄筋コンクリート床版を鋼床版に取替、B活荷重への対応、歩道の拡幅などの補強・改造が実施された。

### 旧橋の諸元
- 形式 - 鋼上路2ヒンジブレースドスパンドレルアーチ橋（側径間は鈑桁橋）
- 橋格 - 三等橋
- 橋長 - 76.35 m
  - 支間割 - 8.0 m + 60.0 m + 8.0 m
- 幅員 - 4.50 m
- 床版 - 鉄筋コンクリート
- 橋台 - 半重力式コンクリート
- 総鋼重 - 112.91 t
- 設計 - 玉井峯雄
- 施工 - 浅野造船所[注釈 7]
- 総工費 - 74953円
- 施工年度 - 1932年度（昭和7年度） - 1933年度（昭和8年度）

## 周辺
- 東京消防庁・奥多摩消防署
- 奥多摩総合運動公園